# Pinacoteca Manfrediniana
La Pinacoteca Manfrediniana è un museo di Venezia situato all'interno del palazzo del Seminario Patriarcale eretto nel 1670 da Baldassarre Longhena a fianco alla Basilica della Salute nel Sestiere di Dorsoduro.
Nacque grazie al marchese Federico Manfredini, che lasciò la sua collezione al seminario con la clausola che venisse esposta nella sua integrità.
Il museo custodisce anche altre opere donate da ecclesiastici e cittadini illustri, o salvate dalla dispersione dovuta alle soppressioni napoleoniche. Si possono ammirare dipinti e sculture dal XIII al XIX secolo, tra i quali: capolavori di Vivarini, Bellini, Cima da Conegliano, Lippi, Beccafumi, Guercino, Vittoria, Canova.